# Body and Soul (cançó)
«Body and Soul» o «Body & Soul» (en català, «Cos i ànima») és una cançó del repertori melòdic nord-americà, composta el 1930 i enregistrada des de llavors per molts grans artistes com, per exemple, Louis Armstrong, Ella Fitzgerald, Billie Holiday, Frank Sinatra, Coleman Hawkins i Amy Winehouse. "Body and Soul" és un dels estàndards de jazz més enregistrats, i s'han escrit diverses lletres a partir d'ella.
Els autors de la cançó són Johnny B. Green (música) i Robert B. Sour, Edward Heyman i Frank Eyton (lletra). La van compondre per a l'actriu i cantant anglesa Gertrude Lawrence, i aviat es va fer popular als Estats Units. El 1947 va donar títol a una pel·lícula sobre boxa, Cos i ànima, protagonitzada per John Garfield.

## Música
"Body and Soul" sol interpretar-se amb la tonalitat de re bemoll major. Hi ha un vers que precedeix el cor, però poques vegades s'interpreta. En els enregistraments de Libby Holman i Billie Holiday s'inclouen. La part principal de la música consisteix en una melodia repetida de vuit compassos, seguida d'un pont de vuit compassos i un retorn final a la melodia de vuit compassos més. La forma AABA de 32 compassos és típica de les cançons de l'època.
La secció "A" utilitza progressions d'acords convencionals, inclosa la progressió II – V – I a la tonalitat principal de re major, tot i que el pont és altament inusual cap a la tònica. Ha sigut descrit com "un pont com cap altre". "Body and Soul" es considera una peça desafiant per a completar-la en solitari; tanmateix, la insòlita naturalesa dels acords proporciona un "molta llibertat per a la improvisació".

## Interpretacions
Fou publicada a Anglaterra i va ser interpretada per primera vegada als Estats Units per Libby Holman a la revista musical de Broadway de 1930, Three's a Crowd. A Gran Bretanya, les orquestres de Jack Hylton i Ambrose van enregistrar la balada per primera vegada la mateixa setmana del febrer de 1930. La cançó es va fer ràpidament molt popular i, a finals dels 30, almenys 11 bandes de música americanes l'havien enregistrat.
Louis Armstrong va ser el primer músic de jazz a enregistrar "Body and Soul", l'octubre de 1930. Però va ser Paul Whiteman i Jack Fulton qui la van popularitzar especialment.
Una dels enregistraments més famosos i influents fou realitzat per Coleman Hawkins i la seva orquestra l'11 d'octubre de 1939, en una única sessió d'estudi per a Bluebird, filial de RCA Victor. La versió és inusual, ja que la melodia de la cançó només s'introdueix; els dos cors de Hawkins en la improvisació sobre la progressió de l'acord de la melodia constitueixen gairebé tota la versió. Per això, a més de l'ús imaginatiu de l'harmonia i la ruptura dels clics tradicionals del swing, l'enregistrament té un reconeixement històric com a part de les "tremolors primerenques del bebop". El 2004, la Biblioteca del Congrés dels Estats Units la va incorporar al National Recording Registry.
La versió més recent és l'enregistrada en duet per la cantant londinenca Amy Winehouse i Tony Bennett per a l'àlbum Duets II. Va ser, l'últim enregistrament conegut de Winehouse; es va realitzar cap al març de 2011, uns quatre mesos abans de la seva mort. La cançó va ser inclosa en l'àlbum recopilatori Lioness: Hidden Treasures de Amy, i va sortir com a primer senzill, tant del disc de Amy com del Duets II de Bennett. La cançó va rebre un Premi Grammy el 12 de febrer de 2012.
El video es va filmar durant el 2011 amb la direcció d'Amy Winehouse. El vídeo es va estrenar a YouTube el 14 de setembre de 2011. El vídeo es duu a terme en un estudi d'enregistrament de cançons on Amy i Tony canten i tristament davant micròfons. També hi ha un altre vídeo filtrat per Tony que li fan una entrevista a Amy, sent la seva última entrevista abans de morir.